# Hemerocallis minor
Hemerocallis minor es una de las especies comúnmente denominadas lirios de día . Se trata de una especie herbácea, perenne y rizomatosa perteneciente a la familia Xanthorrhoeaceae. Esta planta es nativa del norte de China, Mongolia, este de Siberia y Corea. Se caracteriza por su pequeño tamaño y sus flores de color amarillo, perfumadas.

## Descripción
Hemerocallis minor es una planta herbácea, perenne, caducifolia, rizomatosa y con raíces engrosadas. Las hojas son graminiformes, de 3 a 5 dm de largo por 6 mm de ancho como máximo. Las flores son amarillas, ligeramente perfumadas, hasta de 10 cm de largo, por 5-6 cm de ancho, infundibuliformes, con un tinte castaño exteriormente, dispuestas en escapos brevemente ramificados de 25-30 cm de altura.

## Cultivo
Se lo utiliza en jardinería y paisajismo ya que provee color y contraste en los macizos de plantas perennes cuando se la cultiva en grupos. En parques grandes, es efectiva también para solucionar la erosión cultivándola en las pendientes. Asimismo, aun cuando las plantas no se hallen en floración, las hojas proveen un elegante follaje, color y textura en los macizos de perennes.
Es una planta de fácil cultivo en cualquier suelo bien drenado y en un lugar a pleno sol. Es tolerante a suelos pobres, a los veranos excesivamente cálidos y a la falta de humedad. 
Para mantener el vigor de las plantas y asegurar que florezcan profusamente, es necesario dividir las matas muy grandes, excesivamente pobladas, y remover los escapos cuando las flores han terminado la floración.

## Sinónimos
- Hemerocallis flava var. minor (Hotta, 1966)
- H. graminea (Schlechtendal, 1853)
- H. graminifolia (Schlechtendal, 1853)
- H. pumila (Salisb.)
- H. gracilis